# Triatoma dimidiata
Espèce
Triatoma dimidiata est un insecte hématophage comptant parmi les plus importants vecteurs de la maladie de Chagas. Il est retrouvé du nord de l'Amérique du Sud (Colombie, Venezuela, Équateur et Pérou) jusqu'au sud du Mexique en passant par tous les pays d'Amérique centrale.
Cette espèce est présente dans divers écotopes, comme des tas de rochers, des cavernes colonisées par des chauves-souris ou des arbres creux occupés par des mammifères ou des oiseaux.
Ils sont souvent rapportés dans les habitations avec le bois destiné à être brûlé.
Les nymphes peuvent se cacher des prédateurs en projetant de la poussière au-dessus de leurs dos.
Ce comportement a également été retrouvé chez les nymphes de T. phyllosoma, T. nigromaculata, Panstrongylus geniculatus, P. megistus et P. herreri.

## Ecoépidémiologie
On suspecte que l'espèce puisse être vecteur de pathogènes dont maladie de Chagas